# 31 de diciembre
El 31 de diciembre es el 365.º (tricentésimo sexagésimo quinto) día del año en el calendario gregoriano y el 366.º (tricentésimo sexagésimo sexto) día en los años bisiestos. Es el último día del año, por lo que por esta peculiaridad especial, la noche de este día es conocida comúnmente como Nochevieja.

## Acontecimientos
- 406: vándalos, suevos y alanos cruzan el Rin, que estaba congelado, empezando la invasión de Galia.
- 1147: Ramón Berenguer IV reconquista la ciudad de Tortosa.
- 1229: Jaime I el Conquistador recupera la ciudad de Palma de Mallorca, en manos musulmanas.
- 1431: en Granada, Yusuf IV es proclamado sultán, tras una sublevación popular que destrona a Muhammad IX.
- 1556: en España, el humanista y poeta de origen etíope Juan Latino, recibe en la Universidad de Granada la cátedra de gramática y lengua latina, convirtiéndose en la primera persona de raza negra en recibir estudios universitarios europeos.
- 1584:España, Felipe II firma con la Liga católica, dirigida por Enrique de Guisa, el Tratado de Joinville, por el que se comprometen a expulsar a los protestantes.
- 1704: en la isla de Tenerife (Islas Canarias) erupciona el volcán Teide.
- 1730: Japón registra un terremoto que deja un saldo de 200.000 muertos. Hacía tres meses se había registrado un terremoto con 137.000 víctimas. (Ver Terremotos anteriores al siglo XX).
- 1784: Carlos III de España establece la pena de galera para reforzar la lucha contra los piratas.
- 1812: en el marco de la Guerra de la Independencia Argentina, sucede la Batalla de Cerrito.
- 1813: en Ginebra, tras ser expulsadas de Suiza las tropas napoleónicas, se establece un Gobierno provisional, efeméride que se celebra todos los años.
- 1832: en España, el rey Fernando VII declara públicamente que el decreto por el que había derogado la Pragmática Sanción carecía de valor.
- 1844: en España se aprueba una Real Orden para la creación de los ferrocarriles.
- 1844: Filipinas se adapta al calendario gregoriano, por lo que este día no existió: el martes 30 de diciembre (que en Filipinas fue lunes) fue seguido por el miércoles 1 de enero de 1845.[1]
- 1851: en el canal de La Mancha se inaugura el primer cable submarino tendido, entre las ciudades de Dover (Inglaterra) y Calais (Francia).
- 1852: Luis Napoleón Bonaparte, presidente de la República francesa, expide un decreto en el que restablece el águila francesa de la Legión de honor.
- 1857: la ciudad de Ottawa se convierte en la capital de Canadá.
- 1874: en España se constituye un gobierno provisional bajo la dirección de Antonio Cánovas del Castillo tras el golpe del militar Arsenio Martínez Campos y se decreta la restauración de la monarquía, tras la adhesión del capitán general de Castilla la Nueva, Primo de Rivera.
- 1912: en España se crea el Instituto de Medicina Legal.
- 1913: en España, el Ministerio de la Gobernación establece la censura sobre el material cinematográfico.
- 1916: Carlos I es coronado como emperador de Austria-Hungría.
- 1924: en São Paulo (Brasil) se inaugura la Carrera de San Silvestre, que se celebra anualmente hasta la actualidad.
- 1929: en la India, el Congreso Nacional, inspirado por Gandhi, se declara a favor de la completa independencia de la India.
- 1929: en Buenos Aires (Argentina), Raquel Líberman (1900-1935), mujer rusa víctima de trata, denuncia a la organización judíopolaca Tsvi Migdal y logra desarticularla.
- 1939: en Viena se oficia un concierto extraordinario de la Orquesta Filarmónica de Viena, dirigida por el austríaco Clemens Krauss, que marcaría la creación del Concierto de Año Nuevo de Viena a partir de 1941.
- 1944: en el marco de la Segunda Guerra Mundial, Hungría le declara la guerra a Alemania.
- 1958: finaliza el Año Geofísico Internacional.
- 1958: en La Habana, el dictador Fulgencio Batista parte hacia el exilio. Comienza el Gobierno revolucionario de Fidel Castro.
- 1961: en la aldea cubana de Palmarito (provincia de Camagüey), la organización contrarrevolucionaria Movimiento de Recuperación Revolucionaria (MRR) ―en el marco de los ataques terroristas organizados por la CIA estadounidense― asesina al miliciano Elías Saavedra Flores.[2]
- 1970: la comisión del Acuerdo de Cartagena estableció una política común hacia la Inversión Extranjera Directa (IED), expresándose en la decisión N.º 24.
- 1972: un avión Douglas DC-7, con ayuda para Nicaragua, cae al mar tras despegar de San Juan (Puerto Rico). Mueren todos los pasajeros, entre ellos el beisbolista puertorriqueño Roberto Clemente.
- 1973: en España, Francisco Franco nombra a Carlos Arias Navarro presidente del Gobierno español, tras el asesinato once días antes del almirante Carrero Blanco.
- 1978: en Colombia, el Movimiento 19 de Abril sustrae más de 5000 armas de una guarnición militar conocida como Cantón Norte.
- 1982: en el País Vasco inicia sus emisiones (en pruebas) la señal Euskal Telebista, en idioma vasco, con el mensaje del lehendakari vasco Carlos Garaikoetxea. Años más tarde, se renombraría, Euskal Telebista Bat.
- 1986: en el hotel Dupont Plaza, en San Juan (Puerto Rico), un incendio deliberado mata a 97 personas.
- 1993: en Nueva Orleans (Estados Unidos) se conoce la desaparición de Ylenia Carrisi (23), la hija mayor del cantante italiano Al Bano y la actriz estadounidense Romina Power. Nunca más se sabrá de ella. Quince días antes, el guardián del acuario municipal vio a una mujer con las mismas características que Ylenia lanzarse al río Misisipi.[3]
- 1997: en Los Ángeles (Estados Unidos), el informático indio Sabir Bhatia (29) vende su sitio web Hotmail a la empresa Microsoft por 400 millones de dólares estadounidenses.[4]
- 1998: se implementó el Euro como moneda europea.
- 1999: Estados Unidos entrega la administración del Canal de Panamá a la República de Panamá.
- 1999: Se realiza la primera superproducción de televisión en alta definición titulada El Día del Milenio.
- 2000: concluyen el siglo XX y el II milenio.
- 2001: en los 12 primeros países de la zona euro salen de circulación las antiguas monedas nacionales.
- 2001: Microsoft finaliza el soporte técnico todos los Windows anteriores a Windows 98. Es decir, Windows 95, Windows 3.x, Windows 2.0, Windows 1.0, Windows NT 3.5,3.51, y Windows NT 3.1
- 2001: El gobierno de José María Aznar elimina el servicio militar obligatorio.
- 2008: en la sede central de EITB, en Bilbao (España), la banda terrorista ETA coloca una bomba.
- 2009: se produce un eclipse lunar parcial y luna azul a la vez, visible en Asia, África, Europa y Oceanía.
- 2015: tiene lugar un incendio de grandes dimensiones en The Address, un gran rascacielos de la ciudad de Dubái (Emiratos Árabes Unidos) y cerca al Burj Khalifa. El incendio se declaró a las 21:30 hora local (UTC +4). A pesar de la gran magnitud del incendio, la celebración de Año Nuevo en la ciudad (con fuegos artificiales) no fue interrumpida. Se reportaron 14 heridos.
- 2017: en Guanacaste (Costa Rica) se estrella una avioneta con 12 pasajeros ―10 estadounidenses y 2 costarricenses― debido a los fuertes vientos.
- 2018: en Magnitogorsk (Rusia), una explosión de gas derrumba un edificio ocasionando entre 7 y 22 fallecidos.[5]
- 2019: en Zacatecas (México) se registra una riña en el Cereso de Cieneguillas que deja un saldo de 16 muertos y 5 heridos.
- 2019: se reportó a la OMS que 27 personas padecían un tipo de neumonía de causa desconocida. La mayoría eran trabajadores del Mercado de Mariscos de Wuhan. Siete estaban en condición crítica. Como resultado, Hong Kong, Macao y Taiwán intensificaron labores de vigilancia en las fronteras. Días después se la llamaría COVID-19 (del acrónimo inglés Coronavirus disease 2019), o simplemente, coronavirus.
- 2020: se cierra el servicio de Adobe Flash Player.
- 2022: se cierra la transmisión del canal alemán Junior
- 2023: La reina Margarita II de Dinamarca anuncia su abdicación al trono danés, la cual ocurriría hasta el 14 de enero de 2024.[6]

## Nacimientos
- 1378: Calixto III, papa católico entre 1455 y 1458 (f. 1458).
- 1491: Jacques Cartier, explorador francés (f. 1557).
- 1514: Andreas Vesalio, anatomista y fisiólogo belga (f. 1564).
- 1571: Go-Yōzei, emperador japonés (f. 1617).
- 1658: Juan de Cabrera, teólogo jesuita, filósofo y escritor español (f. 1730).
- 1668: Hermann Boerhaave, médico neerlandés (f. 1738).
- 1720: Carlos Eduardo Estuardo, personaje italiano pretendiente al trono (f. 1788).
- 1729: Johann Gottlieb Georgi, químico, geógrafo y naturalista alemán (f. 1802).
- 1741: Isabel de Borbón-Parma, aristócrata española (f. 1763).
- 1763: Pierre Charles Silvestre de Villeneuve, militar francés (f. 1806).
- 1738: Charles Cornwallis, militar y gobernador colonial británico (f. 1805).
- 1771: Juan Manuel Rodríguez, político salvadoreño (f. 1847).
- 1803: Johann Carl Fuhlrott, investigador alemán (f. 1877).
- 1815: George G. Meade, general estadounidense (f. 1872).
- 1842: Ernesto Tornquist, empresario argentino (f. 1908).
- 1846: Ferdinand Domela Nieuwenhuis, socialista anarquista neerlandés (f. 1919).
- 1848: Aureliano Blanquet, general y político mexicano (f. 1919).
- 1851: Ernst Betche, botánico y explorador alemán (f. 1913).
- 1855: Giovanni Pascoli, poeta italiano (f. 1912).
- 1858: Vincas Kudirka, poeta lituano (f. 1899).
- 1860: Ovidio Rebaudi, escritor, químico, investigador y científico paraguayo (f. 1931).
- 1866: Ramón Cáceres, político y presidente dominicano (f. 1911).
- 1869: Henri Matisse, pintor francés (f. 1954).
- 1870: Sodimejo, la persona más longeva que se haya registrado (f. 2017).
- 1878: Elizabeth Arden, empresaria canadiense (f. 1966).
- 1878: Horacio Quiroga, escritor, dramaturgo y poeta uruguayo (f. 1937).
- 1880: George C. Marshall, militar estadounidense (f. 1959).
- 1881: Max Pechstein, pintor alemán (f. 1955).
- 1889: José Miguel de Barandiarán, etnólogo español (f. 1991).
- 1893: Nazario S. Ortiz Garza, político mexicano (f. 1991).
- 1899: Silvestre Revueltas, músico mexicano (f. 1940).
- 1900: Selma Burke, escultora y educadora estadounidense (f. 1995).
- 1901: Silvestre Vargas, músico y violinista mexicano (f. 1985).
- 1903: Nathan Milstein, violinista estadounidense (f. 1992).
- 1905: Guy Mollet, político francés (f. 1975).
- 1907: Ramón de la Fuente Leal, futbolista español (f. 1973).
- 1908: Simon Wiesenthal, jefe del Centro Judío de Documentación de Viena, exprisionero en un campo de concentración (f. 2005).
- 1910: Peter Wentworth-Fitzwilliam, soldado y aristócrata británico (f. 1948).
- 1911: Amanda Ledesma, actriz argentina (f. 2000).
- 1912: John Dutton Frost, militar británico (f. 1993).
- 1913: Enrique Serrano Viale Rigo, político chileno (f. 1985).
- 1913: Nina Raspopova, aviadora militar soviética, Heroína de la Unión Soviética (f. 2009)
- 1914: José Manuel Lara, editor español (f. 2003).
- 1916: Ítalo Luder, político argentino (f. 2008).
- 1917: José María Gironella, novelista español (f. 2003).
- 1920: Jorge Lardé y Larín, historiador salvadoreño (f. 2001).
- 1920: Rex Allen, actor y cantante estadounidense (f. 1999).
- 1921: Lynn Compton, militar y juez estadounidense (f. 2012).
- 1925: Candy Jones, modelo pin-up estadounidense (f. 1990).
- 1929: Agustín Acosta Lagunes, político mexicano (f. 2011).
- 1929: Enrique Sobisch, pintor y dibujante argentino (f. 1989).
- 1930: Odetta, cantante de folk afroestadounidense (f. 2008).
- 1932: Xavier Chamorro Cardenal, ingeniero electrónico y periodista nicaragüense (f. 2008).
- 1933: Edward Bunker, escritor y actor estadounidense (f. 2005).
- 1933: Ovidio Hernández, músico mexicano, del trío Los Panchos (f. 1976).

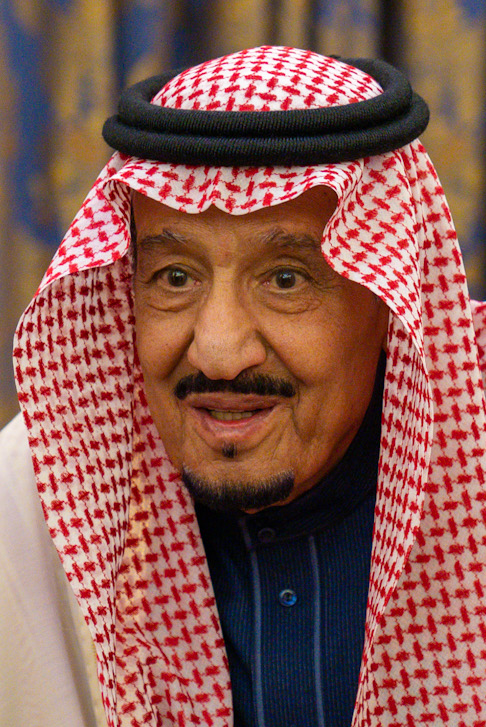
Salmán bin Abdulaziz

- 1935: Billy Apple, artista neozelandés (f. 2021).
- 1935: Carlos Ballesteros, director teatral y actor español (f. 2011).
- 1935: Salmán bin Abdulaziz, rey saudí.
- 1935: Fernando Corredor, actor colombiano (f. 2016).
- 1937: Anthony Hopkins, actor británico.
- 1937: Avram Hershko, biólogo israelí, premio Nobel de Química en 2004.
- 1937: Francisco Gabica, ciclista español (f. 2014).
- 1938: Marien Ngouabi, político congoleño, presidente del Congo entre 1969 y 1977 (f. 1977).
- 1940: Luis Giampietri, militar y político peruano (f. 2023).
- 1941: Hugo Berly, futbolista y entrenador chileno (f. 2009).
- 1941: Sean S. Cunningham, cineasta estadounidense.
- 1941: Alex Ferguson, entrenador británico de fútbol.
- 1942: Andy Summers, músico británico, de la banda The Police.
- 1943: John Denver, cantante estadounidense (f. 1997).
- 1943: Ben Kingsley, actor británico.
- 1943: Pete Quaife, bajista británico, de la banda The Kinks (f. 2010).
- 1943: Yawovi Agboyibo, político togolés (f. 2020).
- 1944: Taylor Hackford, cineasta estadounidense.
- 1945: Concha Márquez Piquer, cantante española (f. 2021).
- 1945: Bárbara Carrera, actriz nicaragüense.
- 1947: Joaquín Araújo Ponciano, escritor y ecologista español.
- 1947: Rita Lee, cantante brasileña, de la banda Os Mutantes (f. 2023).
- 1947: Tim Matheson, actor estadounidense.
- 1948: Donna Summer, cantante estadounidense (f. 2012).
- 1949: Rainer Fetting, escultor alemán.
- 1951: Tom Hamilton, músico estadounidense, de la banda Aerosmith.
- 1951: Fernando Jaramillo Paredes, músico colombiano, director de la orquesta Los Tupamaros (f. 2014).
- 1953: Richard Páez, médico traumatólogo, exfutbolista y entrenador venezolano.
- 1953: Jane Badler, actriz estadounidense.
- 1953: James Remar, actor estadounidense.
- 1954: Alex Salmond, político británico.
- 1954: Pedro Zarraluki, narrador español.

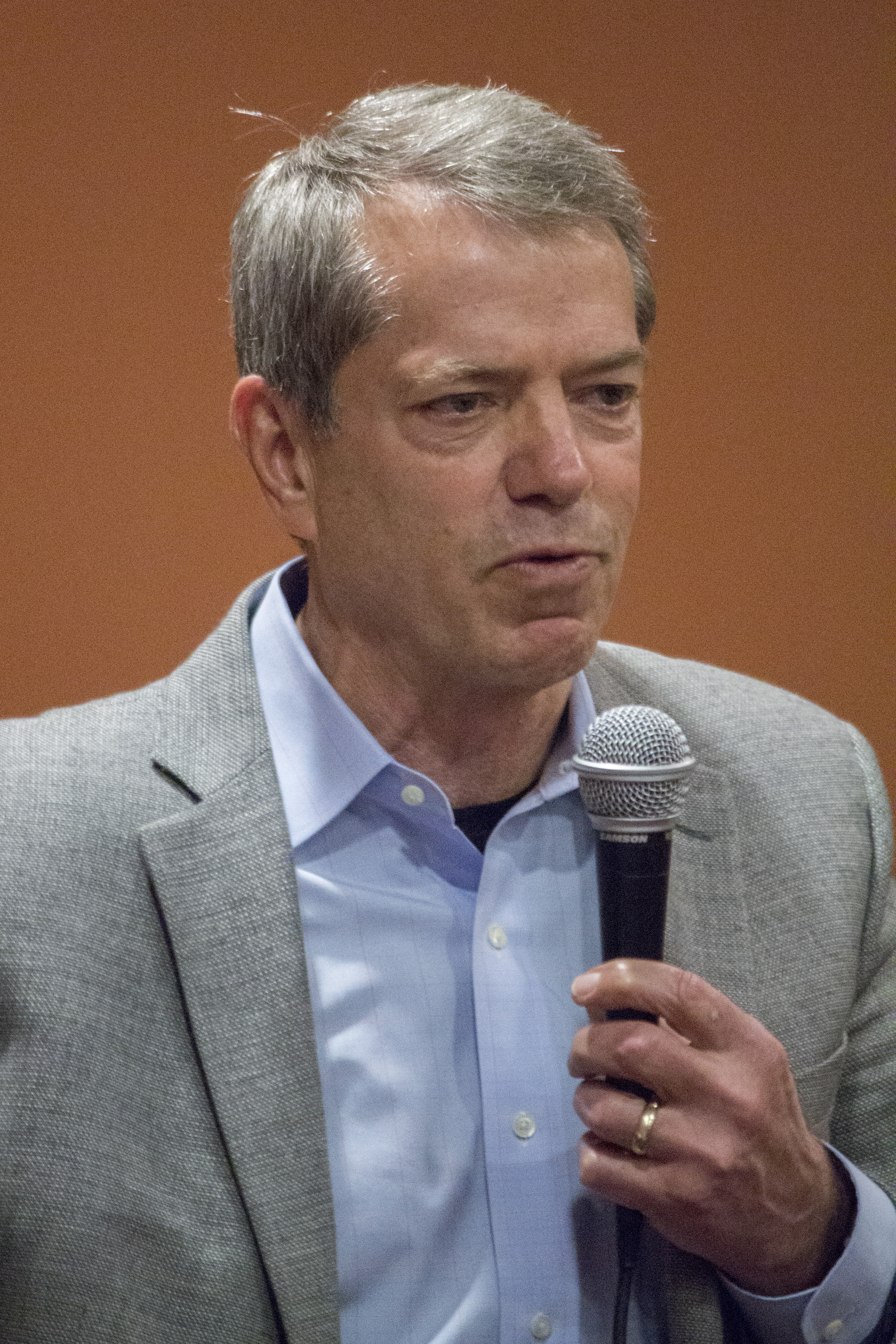
Jim Pillen

- 1955: Luis Ángel Márquez, cantautor argentino.
- 1955: Jim Pillen, político y veterinario estadounidense, Gobernador de Nebraska desde 2023.

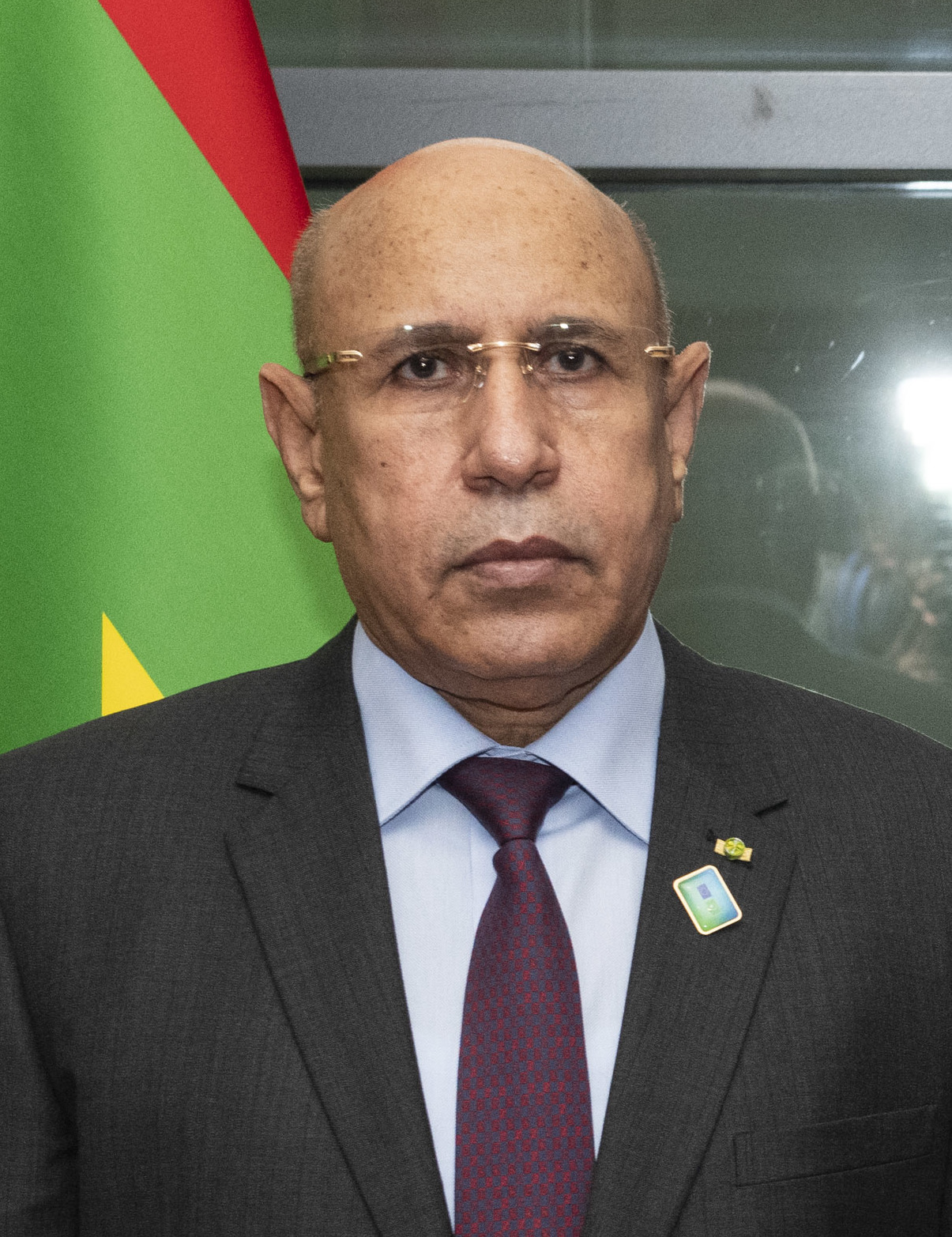
Mohamed Ould Ghazouani

- 1956: Delano Rigters, futbolista surinamés.
- 1956: Mohamed Ould Ghazouani, político mauritano.
- 1958: Mario Mazzone, periodista y locutor argentino (f. 2007).
- 1958: Bebe Neuwirth, actriz estadounidense.
- 1959: Val Kilmer, actor estadounidense (f. 2025).
- 1959: Paul Westerberg, músico estadounidense, de la banda The Replacements.

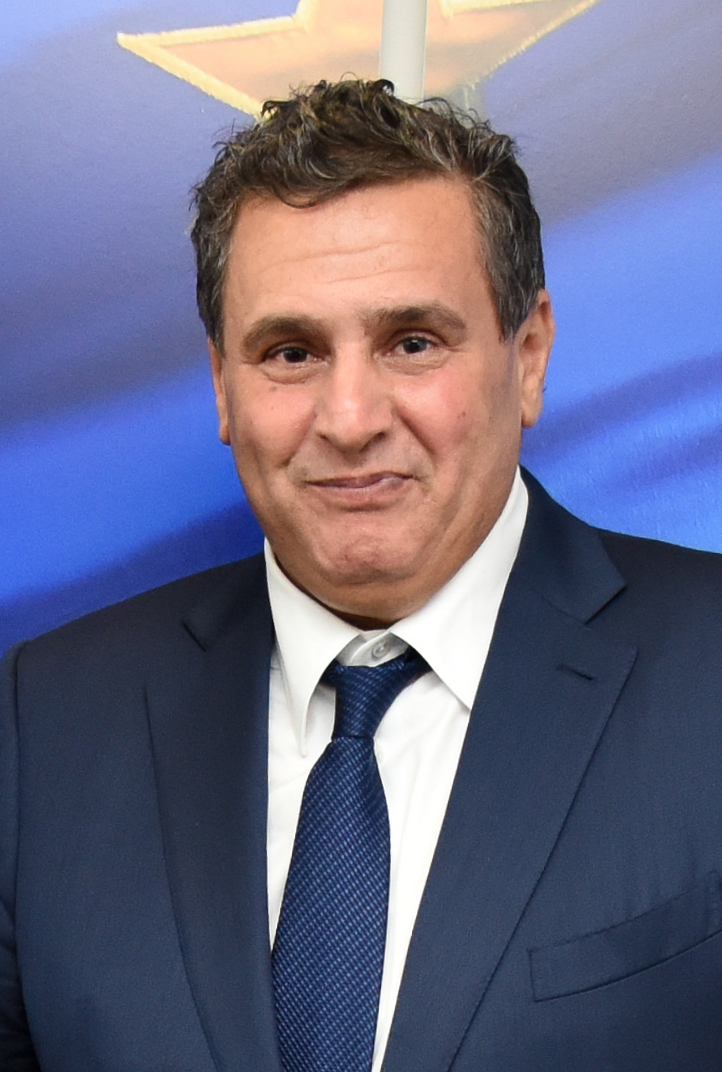
Aziz Ajanuch

- 1961: Aziz Ajanuch, político marroquí, Jefe del Gobierno de Marruecos desde 2021.
- 1962: Juan Marín, empresario y político español.
- 1963: Scott Ian, guitarrista estadounidense, de la banda Anthrax.
- 1965: Gong Li, actriz china.
- 1965: Nicholas Sparks, escritor estadounidense.
- 1966: Ricky Espinosa, guitarrista punk y cantante argentino, de la banda Flema (f. 2002).

- 1969: Luis Dámaso, tenor español.

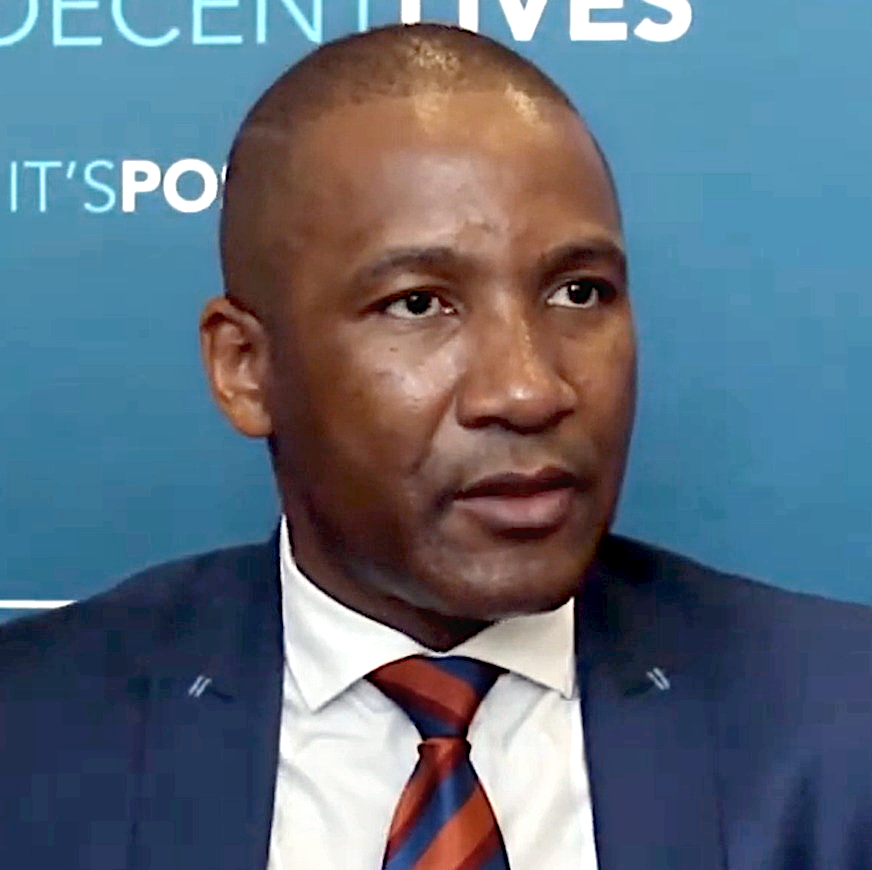
Duma Boko

- 1969: Thom Russo, productor discográfico estadounidense.
- 1969: Carlos Beltrán Leyva, narcotraficante mexicano.
- 1969: Duma Boko, jurista y político botsuano, Presidente de Botsuana desde 2024.
- 1970: Bryon Russell, baloncestista estadounidense.
- 1971: Brent Barry, baloncestista estadounidense.
- 1971: Claudio Bermúdez, cantante mexicano.
- 1972: Joey McIntyre, cantante estadounidense, de la banda New Kids on the Block.
- 1972: Grégory Coupet, futbolista francés.
- 1973: Shandon Anderson, baloncestista estadounidense.
- 1974: Tony Kanaan, piloto de automovilismo brasileño.
- 1974: Joe Abercrombie, escritor británico.
- 1974: Cândido Barbosa, ciclista portugués.
- 1974: Mario Aerts, ciclista belga.
- 1975: Mikko Sirén, baterista finlandés, de la banda Apocalyptica.
- 1975: Sendoa Agirre, futbolista español.
- 1975: Toni Kuivasto, futbolista finlandés.
- 1976: Ibrahima Bakayoko, futbolista marfileño.

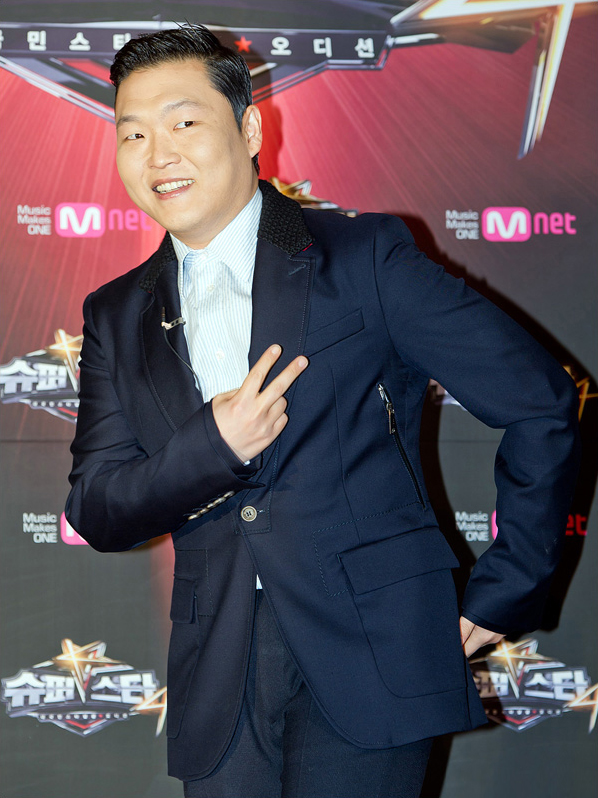
PSY

- 1977: Donald Trump Jr., empresario estadounidense.
- 1977: Marta Hazas, actriz española.
- 1977: PSY, humorista surcoreano.
- 1978: Gustavo Kuffner, periodista deportivo argentino.
- 1978: Sugey Ábrego, actriz y conductora mexicana.
- 1978: Johnny Sins, actor pornográfico estadounidense.
- 1979: Bob Bryar, baterista estadounidense, de la banda My Chemical Romance.
- 1979: Guillermo Díaz Gastambide, futbolista uruguayo.
- 1979: José Juan Figueras, futbolista español.
- 1979: Josh Hawley, Político estadounidense.
- 1980: Richie McCaw, rugbista neozelandés.
- 1980: Rosanne Mulholland, actriz brasileña.
- 1980: Jaime Mandros, productor y presentador peruano.
- 1980: Olga Liubímova, política rusa, desde 2020 Ministra de Cultura de la Federación de Rusia
- 1981: Francisco García, baloncestista dominicano.
- 1981: Guilherme do Prado, futbolista brasileño.
- 1981: Ricky Whittle, actor británico.
- 1981: Tobias Rau, futbolista alemán.

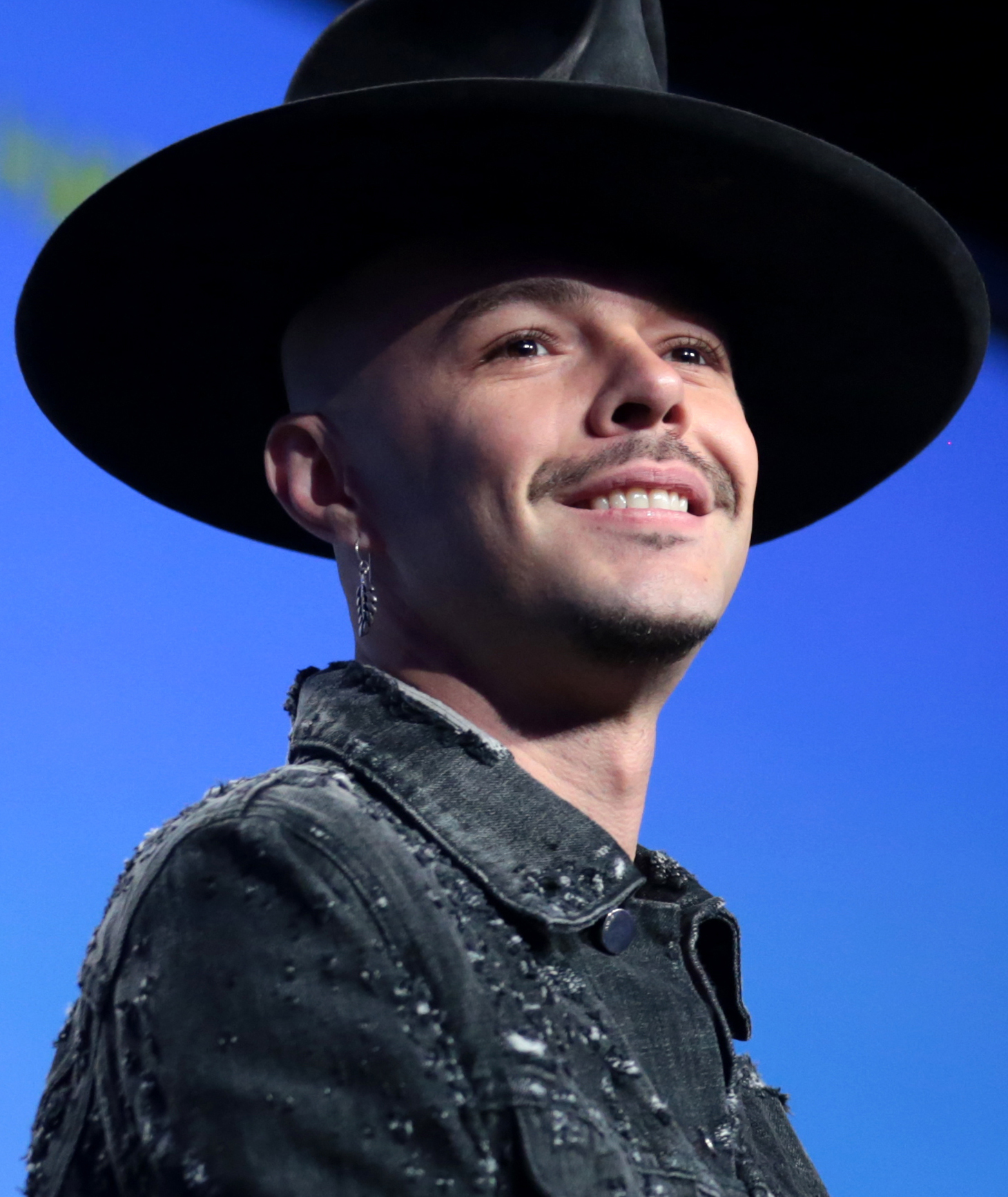
Jesse Huerta

- 1982: Ronald Belisario, beisbolista venezolano.
- 1982: Craig Gordon, futbolista británico.
- 1982: Ahmed Chawki, cantante marroquí.
- 1982: Rafael Ledesma, futbolista brasileño.
- 1982: Jesse Huerta, cantante mexicano, del dúo Jesse & Joy.
- 1983: Alejandra Fuentes, clavadista venezolana.
- 1984: Luis Fernández Estébanez, actor español.
- 1984: Demba Touré, futbolista senegalés.
- 1984: Arturo Muñoz Gutiérrez, futbolista mexicano.
- 1984: Ederson Trinidad Lopes, futbolista brasileño.
- 1984: Ra'Jah O'Hara, drag queen estadounidense.
- 1985: Shay Laren, modelo estadounidense.
- 1987: Javaris Crittenton, baloncestista estadounidense.
- 1987: Seydou Doumbia, futbolista marfileño.
- 1987: Fabricio Agosto, futbolista español.
- 1989: Mamadou Bagayoko, futbolista marfileño.
- 1989: Mohammed Rabiu, futbolista ghanés.
- 1990: Camilo Echevarría, piloto de automovilismo argentino.
- 1990: Silky Nutmeg Ganache, drag queen estadounidense.
- 1990: Chanel Anorex, drag queen española.
- 1991: Djené Dakonam Ortega, futbolista togolés.
- 1992: Jacob Akrong, futbolista ghanés.
- 1992: George Odhiambo, futbolista keniano.
- 1993: Bradley Dack, futbolista inglés.
- 1993: Amato Ciciretti, futbolista italiano.
- 1993: So Joo-yeon, actriz surcoreana.
- 1993: Sandra Itzel, cantante y actriz mexicana.
- 1995: Gabby Douglas, gimnasta artística estadounidense.
- 1997: Ludovic Blas, futbolista francés.
- 1997: Aldemir dos Santos Ferreira, futbolista brasileño.
- 1997: Moctar Sidi El Hacen, futbolista mauritano.
- 1998: Alina Sanko, modelo rusa.
- 1998: Hunter Schafer, actriz estadounidense.
- 1999: Ellesse Andrews, ciclista neozelandesa.
- 1999: Kim So-hee, cantante surcoreana.
- 1999: Polina Jan, teekwondista rusa.
- 1999: Calvin Bassey, futbolista nigeriano.
- 1999: Leif Davis, futbolista inglés.
- 1999: Jason Daði Svanþórsson, futbolista islandés.
- 2000: Logan Sargeant, piloto de automovilismo estadounidense.
- 2000: Sergio Barcia, futbolista español.
- 2002: Mako Yamashita, patinadora artística sobre hielo japonesa.
- 2003: Erika Fairweather, nadadora neozelandesa.

## Fallecimientos
- 192: Cómodo, emperador romano entre 180 y 192 (n. 161).
- 335: Silvestre I, religioso romano, papa de la Iglesia católica entre 314 y 335 (n. 270).
- 406: Godegisilio, rey vándalo (n. 359).

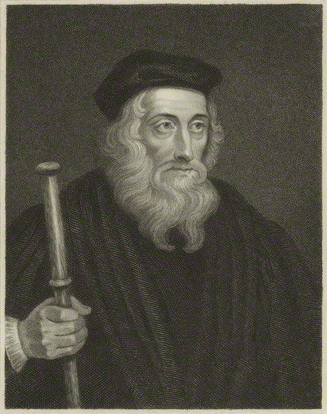
John Wycliffe

- 1384: John Wycliffe, filósofo y teólogo inglés (n. c. 1320).
- 1510: Blanca María Sforza, aristócrata italiana (n. 1472).
- 1588: Luis de Granada, religioso y escritor español (n. 1504).
- 1679: Giovanni Alfonso Borelli, médico, matemático y físico napolitano (n. 1608).
- 1691: Robert Boyle, físico y químico angloirlandés (n. 1627).
- 1719: John Flamsteed, astrónomo británico (n. 1646).
- 1818: Jean-Pierre Duport, violonchelista y compositor francés (n. 1741).
- 1859: Luigi Ricci, compositor italiano (n. 1805).
- 1864: George Mifflin Dallas, vicepresidente estadounidense (n. 1792).
- 1865: Fredrika Bremer, escritora y activista sueca (n. 1801).
- 1877: Gustave Courbet, pintor francés (n. 1819).
- 1882: Léon Gambetta, político francés (n. 1838).
- 1886: Mariano Felipe Paz Soldán, historiador y geógrafo peruano (n. 1821).
- 1888: Samson Raphael Hirsch, rabino alemán, fundador de la nueva ortodoxia (n. 1808).
- 1893: Ignacio Luis Vallarta, abogado, político, jurista y diplomático mexicano (n. 1830).
- 1902: Cándido López, pintor argentino (n. 1840).
- 1917: Federico Zandomeneghi, pintor italiano (n. 1841).
- 1925: J. Gordon Edwards, director estadounidense de cine mudo (n. 1867).
- 1936: Miguel de Unamuno, escritor y filósofo español (n. 1864).

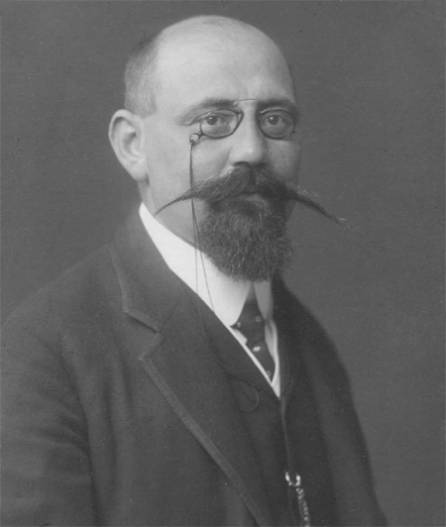
Karl Renner.

- 1950: Karl Renner, político y presidente austriaco (n. 1870).
- 1951: Maksim Litvínov, político y diplomático soviético (n. 1876).
- 1953: Cristóbal de Castro, escritor español (n. 1874).
- 1957: Óscar Domínguez, pintor surrealista español (n. 1906).
- 1964: Ólafur Thors, político islandés (n. 1892).
- 1970: Javier Rojo Gómez, político mexicano (n. 1896).
- 1971: Pete Duel, actor estadounidense (n. 1940).
- 1972: Roberto Clemente, beisbolista puertorriqueño (n. 1934).
- 1974: Thedy, payaso español (n. 1885).
- 1976: Judith Westphalen, pintora peruana (n. 1922).
- 1980: Marshall McLuhan, ensayista canadiense (n. 1911).
- 1980: Raoul Walsh, cineasta estadounidense (n. 1887).
- 1985: Ricky Nelson, cantante y actor estadounidense (n. 1940).
- 1986: Carolina Álvarez Prado, pintora argentina (n. 1902).
- 1993: Zviad Gamsajurdia, político georgiano, primer presidente de su país (n. 1939).
- 1994: Woody Strode, actor estadounidense (n. 1914).
- 1997: Billie Dove, actriz estadounidense de cine mudo (n. 1903).
- 2000: José Greco, bailarín y coreógrafo italiano (n. 1918).
- 2000: Alfonso Corona del Rosal, abogado, militar y político mexicano (n. 1906).
- 2001: Javier Benjumea, empresario y político español (n. 1915).
- 2003: Enrique Buenaventura, dramaturgo colombiano (n. 1925).
- 2004: Gerard Debreu, economista estadounidense de origen francés (n. 1921).
- 2004: Raúl Matas, periodista y conductor de televisión chileno (n. 1921).
- 2005: Joaquín Vallejo, fue un ingeniero, economista, diplomático, ministro, intelectual y escritor colombiano. (n. 1912).
- 2005: Lorenzo Gomis, poeta y periodista español (n. 1924).
- 2005: Carlos Roffé, actor argentino (n. 1943).
- 2007: Piedad de la Cierva, científica española (n. 1913).
- 2007: Ettore Sottsass, arquitecto y diseñador italiano (n. 1917).
- 2008: Julio Nieto Bernal, periodista y locutor de radio colombiano (n. 1935).
- 2008: Donald Westlake, escritor estadounidense (n. 1933).
- 2010: Raymond Impanis, ciclista belga (n. 1925).
- 2010: Per Oscar Heinrich Oscarsson, actor sueco (n. 1927).
- 2011: Penelope Jones Halsall, escritora británica (n. 1946).
- 2011:Rogelio Hernández actor de doblaje español (n.1930).
- 2012: Moisés Broggi, médico y pacifista español (n. 1908).
- 2012: Sergio de Castro, artista plástico y músico francoargentino (n. 1922).
- 2012: Susana Dalmás, profesora y política uruguaya (n. 1949).
- 2012: Antonio Ugo, actor argentino de cine, teatro y televisión (n. 1951).
- 2012: Andreu Vivó, gimnasta español (n. 1978).
- 2013: James Avery, actor estadounidense (n. 1948).
- 2013: Hugo García Robles, escritor, gastrónomo y crítico de arte uruguayo (n. 1931).
- 2014: Edward Herrmann, actor estadounidense (n. 1943).
- 2015: Natalie Cole, cantante estadounidense (n. 1950).
- 2015: Wayne Rogers, actor estadounidense (n. 1933).
- 2016: Demetrio Románovich Románov, príncipe, banquero, filántropo y autor ruso (n. 1926).
- 2020: Robert Hossein, actor, director y escritor de cine francés (n. 1927).
- 2021: Betty White, actriz y comediante estadounidense (n. 1922).

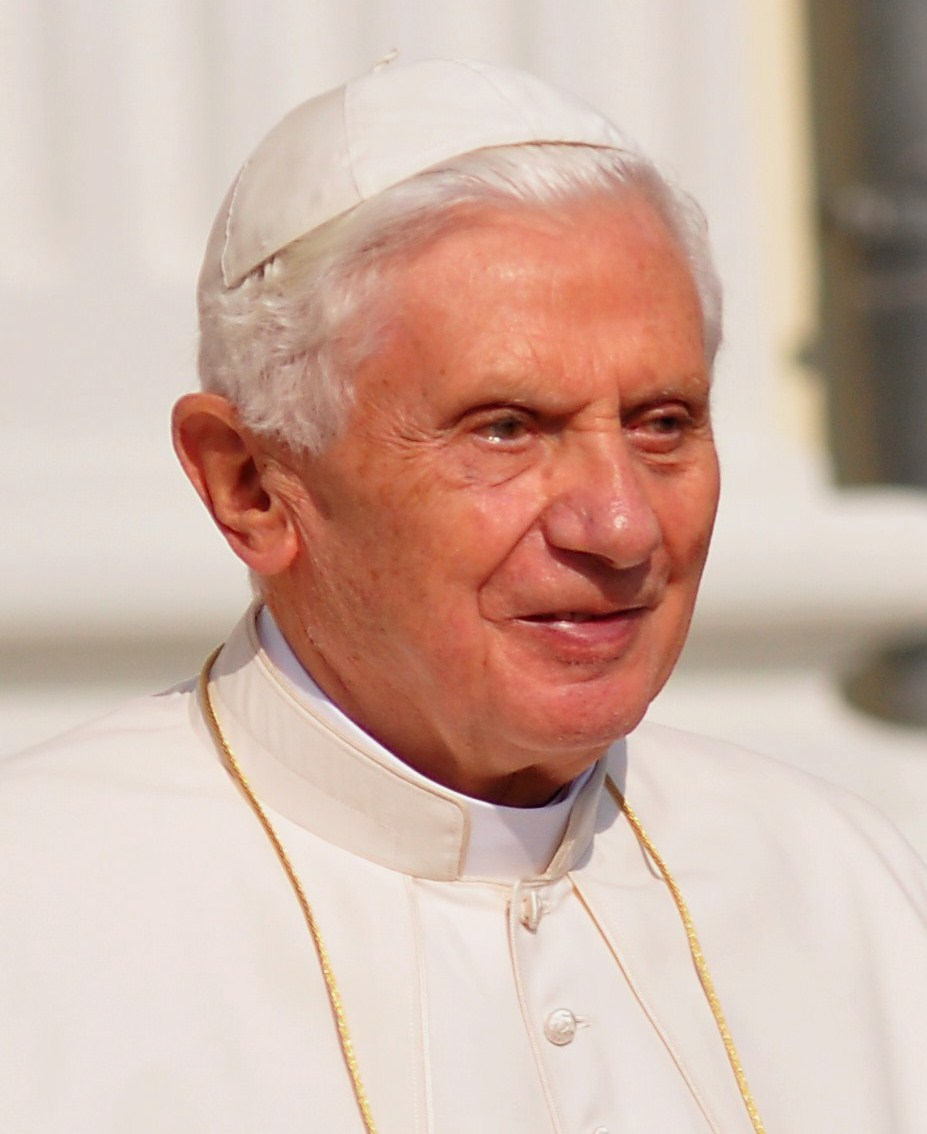
Benedicto XVI

- 2022: Benedicto XVI, obispo, teólogo y filósofo alemán, papa de la Iglesia católica entre 2005 y 2013 (n. 1927).
- 2022: Anita Pointer, cantante de soul y R&B estadounidense (n. 1948).
- 2023: Shecky Greene, comediante estadounidense (n. 1926).
- 2023: Benjamin Kiplagat, atleta ugandés (n. 1989).
- 2023: Jaerock Lee, pastor cristiano y autor surcoreano (n. 1943).
- 2023: José Jesús Lorenzo, empresario, peletero, artista, pintor y diseñador de moda español (n. 1946).
- 2023: Ana Ofelia Murguía, actriz mexicana (n. 1933).
- 2023: O. S. Thyagarajan, cantante indio
- 2024: Angelo Amato, presbítero y teólogo italiano (n. 1938).
- 2024: Tom Johnson, compositor estadounidense (n. 1939).
- 2024: Samuel Ocaña García, político mexicano, Gobernador de Sonora entre 1979 y 1985 (n. 1931).
- 2024: Arnold Rüütel, ingeniero agrónomo y político estonio, presidente de Estonia entre 2001 y 2006 (n. 1928).

## Celebraciones
- Fiesta de Nochevieja.
Festividad en la noche del 31, la última noche del año, en que se celebra el fin de año y comienzo del año nuevo.

### Nochevieja
- España y algunos otros países latinoamericanos:
  - se despide el año con la costumbre de comer doce o quince uvas acompañando a las doce campanadas de la medianoche del día 31 de diciembre. Cabe destacar que, como curiosidad, al final del año 1999 se celebró la Fiesta del Milenio.

- Guatemala: 
  - muchas familias guatemaltecas tienen la costumbre a esperar a la media noche para presenciar los fuegos pirotécnicos indicando felicidad por un año que se acaba, así también a portar ropa nueva (estreno) o a comer doce uvas exactamente a la media noche.[7]

- Italia: 
  - tienen por costumbre cenar lentejas con el fin de tener un año próspero.

- Japón: 
  - las fiestas de fin de año duran 15 días, toman una tradicional sopa de fideos, visitan el templo budista y beben sake.

- Países Bajos: 
  - comen unos dulces llamados kerstkransjes.

 Por países
(Por orden alfabético)
- Estados Unidos:
  - Día Nacional del Champán.
(en inglés: National Champagne Day).
  - Día Sin Interrupciones.
(en inglés: No Interruptions Day).
  - Día de Tomar Decisiones de Cambio o Decidirse.
(en inglés: Make Up Your Mind Day).
  - Día de Convertir la Mala Suerte en Buena.
(en inglés: Unlucky Day).

### Iglesia católica
Con la liturgia del día está prevista la solemne celebración del Te Deum. El papa acostumbra a celebrarlo en la tarde del 31 de diciembre. Es el Séptimo día de la Octava de Navidad.

### Santoral católico

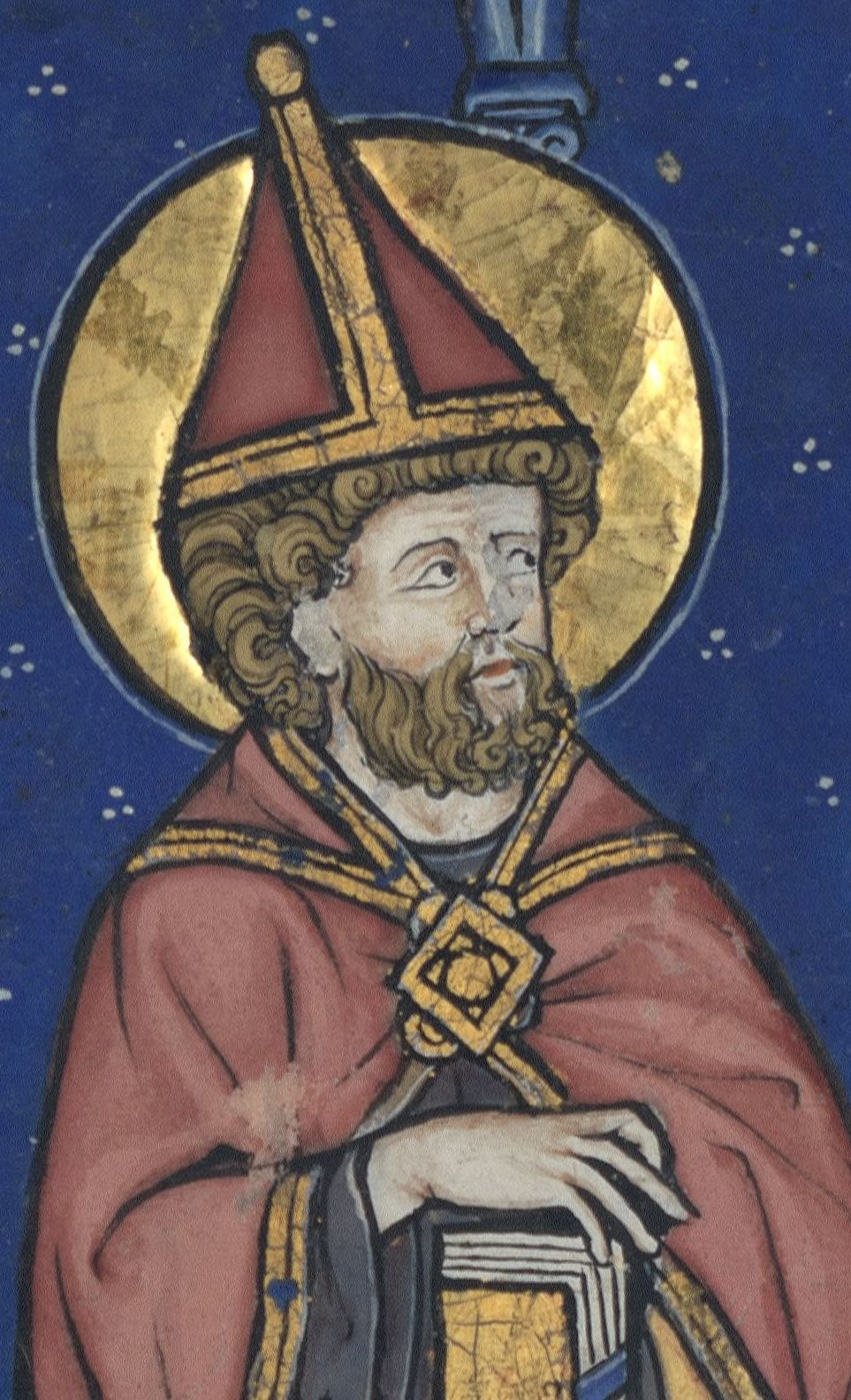
San Silvestre.

- San Silvestre I, papa (335). (imagen ilustrativa). Conmemoración del aniversario de la muerte de este santo, coincidiendo con la Nochevieja. San Silvestre, que fue Papa (es decir, obispo de Roma) desde el 314 hasta el 335, es recordado por su contribución a la construcción de varias iglesias cristianas destacadas, como la Archibasílica de San Juan de Letrán, la Basílica de la Santa Cruz de Jerusalén y la Antigua Basílica de San Pedro, entre otras. Los festejos del Día de San Silvestre suelen incluir la asistencia a misas de medianoche o servicios de vigilia en la iglesia, además de fuegos artificiales y celebraciones.
- santas Donata, Paulina, Rogata, Dominanda, Serótina, Saturnina e Hilaria de Roma, mártires.
- santa Columba de Sens, virgen y mártir (s. IV).
- san Zótico de Constantinopla, presbítero (s. IV).
- santos Melania la Joven y Valerio Piniano (439).
- san Barbaciano de Ravena, presbítero (s. V).
- san Mario de Lausanne, obispo (594).
- san Juan Francisco Regis, presbítero (1640).
- beato Alano de Solminihac, obispo de Cahors (1659).
- santa Catalina Labouré, virgen (1876).